# La Valette-du-Var
La Valette-du-Var település Franciaországban, Var megyében. Lakosainak száma 23 660 fő (2022. január 1.). La Valette-du-Var La Farlède, La Garde, Le Revest-les-Eaux, Solliès-Ville és Toulon községekkel határos.

## Népesség
A település népességének változása:
| Lakosok száma | 21 463 | 23 347 | 24 054 | 23 884 | 23 795 | 24 087 | 24 114 | 23 955 | 23 660 |
|               | 2013   | 2015   | 2016   | 2017   | 2018   | 2019   | 2020   | 2021   | 2022   |